# 斯科菲爾德 (密歇根州)
斯科菲爾德（英語：Scofield）是位於美國密歇根州門羅縣埃克塞特鎮區的一個非建制地區。

## 地理
斯科菲爾德所處的海拔為高於海平面192米（即630英呎），而該地所採用的時區為UTC-5，即北美东部時區（EST）。同時該地設有夏令時間，為UTC-5調快一小時，即UTC-4（EDT）。